# 惡靈古堡 傭兵 3D
《惡靈古堡 傭兵 3D》是一款由卡普空和东星软件开发并由卡普空于任天堂3DS平台上发行的《惡靈古堡》系列作品。本作是系列首次登陆到任天堂3DS平台的作品，首次公布于任天堂于2010年在日本召开的发布会上。本作是专门用来玩生化危机“佣兵模式”的独立游戏，基于《生化危机4》和《生化危机5》里的“佣兵模式”「THE MERCENARIES」；玩家需要在限定的时间内尽可能的击杀更多的敌人以获取高分。并添加了角色技能等新元素。游戏于2011年6月2日率先在日本发售，而后于2011年6月28日在北美发售，2011年7月1日在欧洲地区发售。

## 登场人物
- 克里斯·雷德菲爾（クリス・レッドフィールド，；配音：Roger Craig Smith）
- 吉兒·范倫廷（ジル・バレンタイン，；配音：Patricia Lee）
- 亞伯·威斯卡（アルバート・ウェスカー，；配音：DC Douglas）
- 杰克·克劳萨（ジャック・クラウザー，；配音：James Ward）
- 巴瑞·巴顿（バリー・バートン，；配音：Jamieson Price）
- 瑞貝卡·錢伯斯（レベッカ・チェンバース，；配音：Stephanie Sheh）
- 克蕾兒·雷德菲爾（クレア・レッドフィールド，；配音：Alyson Court）
- 汉克（；配音：Keith Silverstein）

## 外部連結
- （日語）遊戲官方網站
- （英文）遊戲官方網站